# 潜龙二号
潜龙二号中国自主研制的无人无缆水下航行器，为中国国家高技术研究发展计划（863计划）深海技术研究课题之一，于2016年1月10日在西南印度洋完成首次探测任务。可用来完成海底照相、测量微地形地貌、探测热液异常等探测任务。